# Манасеин, Николай Авксентьевич
Николай Авксентьевич Манас(с)еин (1834—1895) — русский государственный деятель эпохи контрреформ, в 1885—1894 гг. министр юстиции и одновременно генерал-прокурор Правительствующего сената, затем член Государственного совета. Действительный тайный советник (01.01.1890).

## Биография
Родился 19 ноября (1 декабря) 1834 года в слободе Успенская Бирюченского уезда Воронежской губернии — сын казанского помещика Авксентия Петровича Манасеина (1800—1879), брат известного терапевта В. А. Манасеина. 
По окончании в 1854 году Училища правоведения служил в Сенате (в 1854—1860, с перерывом с 5 апреля 1856 по 31 января 1857). В течение почти четырёх лет был в отставке, затем исполнял должность мирового посредника 1-го участка Мещовского уезда Калужской губернии. В 1865 году был причислен к Министерству юстиции; в 1866—1867 годах — прокурор Калужского окружного суда, затем — товарищ прокурора Псковской судебной палаты (с 1867), в 1870—1877 годах — прокурор Московской судебной палаты; с 9 декабря 1871 года — действительный статский советник.
По словам сенатора А. Ф. Кони, на посту главы московской прокуратуры Н. А. Манасеин представлялся «настоящим человеком на настоящем месте», который направил свои «огромное трудолюбие и энергию… на служение судебным уставам верой и правдой». По наблюдению Кони, это был человек «чуждый интриги и лукавства, прямодушный в выражениях своих симпатий и антипатий, способный сознавать и даже оплакивать свои ошибки, далёкий от суетного честолюбия». По характеристике А. А. Половцова, Манасеин был недюжинный, но далеко не замечательный в общечеловеческом смысле человек: много природного ума, способность трудиться, обширные специальные по уголовному праву и уголовному судопроизводству сведения, продолжительная прокурорская практика, но по сути это был лишь бойкий, ревностный чиновник, добившийся повышения.
В 1877—1880 годах был директором департамента Министерства юстиции; с 15 декабря 1877 года — тайный советник. С 8 сентября 1880 года — сенатор.
Получил известность проведённой в 1882—1883 гг. ревизией Лифляндской и Курляндской губерний, на основании которой была сокращена автономия остзейских губерний. Реформа, проведённая в Прибалтийском крае (утверждена императором Александром III 09.07.1889), приблизила его внутренне устройство к общероссийскому. По свидетельству С. Ю. Витте, человек не особо выдающийся, Манасеин «составил карьеру, потому что делал ревизию судебных учреждений Прибалтийских губерний; он потом ввел там преобразования, причём в значительной степени проводил, так называемые, националистические взгляды, которые заключались не в том, чтобы защищать достоинство, интересы и самобытность русских, а в том, чтобы несправедливо давить и не считаться с интересами инородцев».
В Московском Сенате он служил под началом Победоносцева, который нашел в нем отголосок своих националистических взглядов и содействовал его повышению до министра юстиции. С 6 ноября 1885 года — министр юстиции (до 1887 — управляющий министерством) и член Государственного совета. В душе он был за судебную реформу, но при назначении ему объявили о необходимости уничтожить судебные уставы. Он стал лавировать между этими двумя течениями, чем заслужил нерасположение обоих лагерей. Ярым его противником был граф Д. А. Толстой, который, по замечанию Половцова, «в генеральном сражении по вопросу земских начальников разбил его на голову».
На посту генерал-прокурора политика Манасеина была направлена против некоторых установок судебной реформы 1864 года:
- Законом 12 февраля 1887 г. ограничена гласность судебных заседаний, с предоставлением министру юстиции права делать распоряжение о закрытии дверей по всякого рода делам.
- В 1889 г. последовало запрещение принимать в сословие присяжных поверенных лиц, нехристианских исповеданий без особого разрешения министра юстиции (см. процентная норма).
- Закон 12 июля 1889 г. об учреждении земских начальников упразднил в значительной части России выборных мировых судей, с соединением в руках новых органов судебной и административной власти и с установлением множественности кассационных инстанций.

Получив указ о назначении сенатором шталмейстера В. Д. Мартынова, Манасеин решил написать императору письмо о невозможности такого назначения. Государь возразил и напомнил: «Сенаторов назначаю я, а не Вы». Назначая Муравьева на место статс-секретаря, Александр III сказал, что «это готовый министр юстиции» и стал ждать первого упоминания Манасеина об отставке, чтобы его уволить, что и последовало вскоре. Тем более здоровье Манасеина было весьма плохо, у него уже начинался рак кишечника, от которого он и умер.
Был награждён высшими орденами Российской империи до ордена Святого Александра Невского (1889; алмазные знаки к этому ордену — 1894).
Умер 16 (28) сентября 1895 года в доме князя Лобанова-Ростовского в Царском Селе. На Казанском кладбище, где он был похоронен, сохранилась часовня над могилой.

## Семья
В браке (c 16 января 1857 года), с дочерью полковника гвардии Екатериной Петровной Васильчиковой (1839—1905), имел пятерых детей: Пётр (07.11.1857-?), Вера (05.03.1859-17.06.1874), Александр (27.11.1860—23.04.1862), Николай (21.06.1873-15.02.1875) и Иван (26.10.1879—?).

## Награды
- Орден Святого Станислава 1-й степени (17.11.1872)
- Орден Святой Анны 1-й степени (01.01.1876)
- Орден Святого Владимира 2-й степени (01.01.1879)
- Орден Белого орла (01.01.1885)
- Орден Святого Александра Невского (01.01.1889)
- Бриллиантовые знаки к ордену Святого Александра Невского (01.01.1894)